# 한상국 (군인)
한상국(1974년 충남 보령 웅천읍 무창포~2002년 6월 29일 참수리 357호)은 제2연평해전에서 전사한 군인이다.
1. ↑  https://www.dtnews24.com/news/articleView.html?idxno=774013